# Alex Valderrama
Alex Valderrama Pinedo, detto Didí (Santa Marta, 1º ottobre 1960), è un ex calciatore colombiano, di ruolo attaccante.

## Carriera

### Club
Debuttò con l'Unión Magdalena, la stessa squadra dove qualche anno più tardi giocherà suo cugino Carlos, trasferendosi poi al Millonarios per una stagione; tornato alla società di partenza, venne ceduto il
9 febbraio 1984 all'Atlético Junior di Barranquilla per la cifra di venticinque milioni di pesos. Terminò al secondo posto nella classifica marcatori del campionato colombiano del 1984, dietro solo a Hugo Gottardi, segnando diciotto reti. Proseguì dunque la carriera nell'Atlético Nacional di Medellín, con cui vinse la Copa Libertadores. Nel 1991 si trasferì in Venezuela, al Deportivo Táchira, con la quale disputò anche la Coppa Libertadores 1991; tornò in patria nel 1993 per giocare nuovamente nell'Unión Magdalena. L'anno successivo fu di nuovo in Venezuela, all'Anzoátegui, e nel 1995 giocò in Categoría Primera B nel Deportivo Unicosta. Conta 110 reti in Categoría Primera A.

### Nazionale
Partecipò al Campionato sudamericano di calcio Under-20 1977, non ottenendo però la qualificazione al campionato del mondo Under-20 1977. Il debutto in Nazionale maggiore avvenne il 18 luglio 1979, e fece parte della selezione per nove anni; venne anche convocato per la Copa América 1983, manifestazione nella quale segnò due reti. Conta in tutto ventidue presenze e cinque gol con la Colombia.

## Palmarès

### Club

#### Competizioni internazionali
- Coppa Libertadores: 1

Atlético Nacional: 1989
- Coppa Interamericana: 1

Atlético Nacional: 1989